# Kramplje
Kramplje so naselje v Občini Bloke.